# Olympique Club des Avirons
Maillots
L'Olympique Club Les Avirons est un club réunionnais de football basé aux Avirons qui évoluait en Division 1 Promotionnelle. 
L'ancien joueur professionnel Farès Bousdira a été entraîneur du club au début des années 1990.

## Historique
- 1957 : Fondation du club sous le nom de Olympique Les Avirons, par Adrien Cadet.
- 1962 : O. Avirons est champion du groupe A de 3eme division. Le club perd en demi finale (8-0 SS St Gilles) pour le titre honorifique du champion de D3.
- 1981 : Le club est renommé FC Avirons.
- 1997: FC Avirons est champion de sa poule de 3eme division.
- 2000 : Le club est champion D2 Sud et vainqueur pour le titre honorifique 2000 de Champion de D2 (entre la poule Nord et la poule Sud: FC Avirons (Sud) 2-0 Sainte-Suzanne (Nord)), les champions: Alain Javeny, Vincent Clotagatide, Jimmy Payet, Marco Judith, Jimmy Cundassamy
- 2005 : Le club est relégué en super D2
- 2006 : Le club est champion de Super D2, les champions: Gardiens de but : Fabien Schneider. Défenseurs : Stéphane Lauret, Fabiani Tanjama, David Taquet, Alexandre Thérézo, Didier Naguin. Milieux de terrain : Carly Chassan, Frédéric Blas, Cédric Futol, Hervily Bouc, David Vitry. Attaquants : Emmanuel Rivière, Sébastien Filomart.
- 2009 : Affilié à L'Association Sportive Nancy-Lorraine
- 2012 : Le club est relégué en D2 Régionale
- 2017 : Le club est relégué en D3 et prend le nom de l'Olympique Club Avirons.

- Création d'une nouvelle u15 garçon en 2018 création d'un O. C Avirons féminine u16

### Palmarès
- Championnat de la Réunion :
  - Champion de 3eme division (1962; 1997)
  - Champion D2 Sud et titre honorifique 2000 de Champion de D2 (2000)
  - Champion de Super D2 (2006)

### Parcours du OC Avirons
| Année | Championnat                    | Coupe de la Réunion | Coupe Régionale de France | Entraineur                                    | Meilleur Buteur                                  |
| 2000  | 1er D2 Sud                     |                     |                           |                                               |                                                  |
| 2001  | 11e D1P                        |                     |                           |                                               | Siléza 09 buts                                   |
| 2002  | 13e D1P                        |                     | Quart de finale           | Guy Payet                                     | Jimmy Cundassamy 11 buts                         |
| 2003  | 10e D1P                        |                     | 8e                        | Arsène Ablancourt                             | Christian Maillot 12 buts                        |
| 2004  | 9e D1P                         | Demi-finale         | Quart de finale           | Fares Bousdira                                | Rina et Farid Kerkar 09 buts                     |
| 2005  | 14e D1P et relégué en Super D2 | 8e                  | 16e                       |                                               | Rina et Robert Rateau 06 buts                    |
| 2006  | 1er Super D2 et monté en D1P   |                     |                           | Gerard Di Rollo                               |                                                  |
| 2007  | 12e D1P                        | 8e                  | 8e                        | Gerard Di Rollo                               | Jean-Philippe Javary et Emmanuel Rivière 05 buts |
| 2008  | 9e D1P                         | 8e                  | 8e                        |                                               | Abdou Rafion et Emmanuel Rivière 05 buts         |
| 2009  | 8e D1P                         | 8e                  | 8e                        | Fabien Schneider                              | Benoit Suzanne 10 buts                           |
| 2010  | 8e D1P                         | 8e                  | Quart de finale           | Fabien Schneider                              | Benoit Suzanne 10 buts                           |
| 2011  | 8e D1P                         | 8e                  | 8e                        | Fabien Schneider                              | Jerry Louis 06 buts                              |
| 2012  | 12e D1P et relégué en D2R      | 8e                  | 8e                        | Fabien Schneider                              | Benoit Suzanne et Yvan Philéas 03 buts           |
| 2013  |                                | 8e                  | 8e                        | Gérard Indiana puis Jean-François Pounoussamy |                                                  |